# Drezdenko
Drezdenko (del alemán: Driesen) es una ciudad de Polonia, en Voivodato de Lubusz, en el Distrito de Strzelce-Drezdenko. Cuenta con 10.421 habitantes en (2004). 

## Personalidades
- Karl Ludwig Hencke
- Karl Ludwig Kahlbaum
- Adam Krieger
- Joachim von der Marwitz
- Carl Spude
- Piotr "Johnny" Domagała